# Alseodaphne elmeri
Alseodaphne elmeri är en lagerväxtart som beskrevs av Elmer Drew Merrill. Alseodaphne elmeri ingår i släktet Alseodaphne och familjen lagerväxter. Inga underarter finns listade i Catalogue of Life.